# Coup Raphaël
De Coup Raphaël is een standaardcombinatie die bij het dammen, en dan vooral in een zogenaamde klassieke partij, een rol speelt. Veel dammers beschouwen de Coup Raphaël als het mooiste slagprincipe dat op het bord mogelijk is. De slagzet is genoemd naar een Fransman, genaamd Raphaël, die rond 1900 leefde.
Diagram 1 toont de bekendste en eenvoudigste versie van de Coup Raphaël. In de loop van de tijd zijn ingewikkelder variaties uitgevoerd of gecomponeerd. Omdat de stand van het diagram 'scherp' eindigt (in een 1 om 1 oppositie) is het tevens te beschouwen als een damprobleem. Wit wint door 34-29 (23x34) 28-23 (19x39) 37-31 (26x28) 50-44 (21x43) 44x11 (16x7) 48x17.